# Francesca Barale
Francesca Barale (Domodossola, 29 aprile 2003) è una ciclista su strada italiana che corre per il Team DSM-Firmenich PostNL. Già campionessa nazionale Junior, è professionista dal 2022.
È la figlia di Florido e la nipote di Germano Barale, a loro volta ciclisti.

## Palmarès
- 2020 (Juniores)

Campionati italiani, Prova in linea Junior
- 2021 (Juniores)

Campionati italiani, Prova a cronometro Junior

### Altri successi
- 2021 (Juniores)

Classifica scalatrici Tour du Gévaudan Languedoc-Roussillon Junior

## Piazzamenti

### Grandi Giri
- Giro d'Italia

2023: 30ª
2024: 51ª
- Tour de France

2024: 51ª
- Vuelta a España

2023: 41ª

### Competizioni mondiali
- Campionati mondiali

Fiandre 2021 - Cronometro Junior: 43ª
Fiandre 2021 - In linea Junior: 14ª

### Competizioni continentali
- Campionati europei

Plouay 2020 - In linea Junior: 28ª
Trento 2021 - Cronometro Junior: 22ª
Trento 2021 - In linea Junior: 4ª
Anadia 2022 - Cronometro Under-23: 8ª
Anadia 2022 - In linea Under-23: 21ª
Drenthe 2023 - In linea Under-23: 32ª
Limburgo 2024 - In linea Under-23: 45ª

## Riconoscimenti
- Oscar TuttoBici - categoria donne juniores nel 2020[2] e 2021[3]